# 안드리 시비하
안드리 이바노비치 시비하(우크라이나어: Андрій Іванович Сибіга, 영어: Andrii Ivanovych Sybiha, 1975년 1월 1일~)는 우크라이나의 정치인, 외교관, 법학자로 우크라이나 대통령실 부국장을 역임하였다. 현재, 2024년 9월 5일부터 우크라이나 외무부 장관을 맡고 있다.

## 생애
시비야는 테르노필주 즈보리프에서 출생으로, 1997년 리비우 대학교를 다녔다. 영어와 폴란드어에 능통한 것으로 알려져 있다.
2008년부터 2012년까지 폴란드 공화국 주재 우크라이나 대사관의 고문 특사로, 2012년부터 2016년까지 우크라이나 외무부 영사 서비스부 부장으로 재직하였다.
2016년 8월 23일에는 튀르키예 주재 우크라이나 대사로 임명되어 재직하였으나, 2021년 5월 19일 볼로디미르 젤렌스키 대통령의 명령에 따라 직위에서 해임되었으나, 얼마 지나지 않아 5월 31일 우크라이나 대통령실 부국장으로 임명되었다.
2022년 러시아의 우크라이나 침공 당시, 시비하는 우크라이나의 유럽 연합 가입을 공식 신청한 첫 번째 인물 중 하나였다. 2024년 9월 드미트로 쿨레바 외무장관이 사임한 후 젤렌스키 대통령은 그를 후임자로 임명하였다.

## 대한(對韓) 관계
2024년 11월, 시비하는 이탈리아 피우지에서 열린 G7 외교장관 회의를 계기로, 조태열 대한민국 외교부 장관과 양자 회담을 하였다. 시비하는 "앞으로도 불법적인 러·북 군사 협력에 엄정히 대응해 나가기 위하여 한국과 관련 동향과 정보를 계속 긴밀하게 공유해 나가기를 희망한다"고 말하였다.

## 수상
- 공로훈장 3등급 (2020년 8월 21일): 우크라이나 국가 건설, 사회·경제, 과학·기술, 문화·교육 발전에 대한 중요한 기여, 중요한 노동 업적 및 높은 전문성[8]
- 2등급 공로훈장 (2021년 12월 22일): 우크라이나의 국제 협력 강화에 대한 상당한 개인적 기여, 수년간의 유익한 외교 활동 및 높은 전문성